# Thomas Leuluai

a Compétitions nationales et continentales officielles uniquement.

b Matchs officiels uniquement.
Thomas Leuluai, né le 22 juin 1985 à Auckland, est un joueur de rugby à XIII néo-zélandais évoluant au poste de demi de mêlée ou de talonneur dans les années 2000. Il a commencé sa carrière professionnelle aux New Zealand Warriors en 2003 avant de s'expatrier en Angleterre pour disputer la Super League au Harlequins RL en 2004 puis aux Wigan Warriors depuis 2007. Titulaire en club, il est sélectionné en équipe de Nouvelle-Zélande pour la coupe du monde 2008 qu'il remporte. Après six ans en Angleterre, il retourne en Nouvelle-Zélande en rejoignant les Warriors de New-Zealand. Son père, James Leuluai, a été également international néo-zélandais.

## Palmarès
- Collectif :
  - Vainqueur de la Coupe du monde : 2008.
  - Vainqueur du World Club Challenge : 2017 (Wigan Warriors).
  - Vainqueur de la Super League : 2010 et 2018 (Wigan Warriors).
  - Finaliste du Tournoi des Quatre Nations : 2016 (Nouvelle-Zélande).
  - Finaliste de la Super League : 2020 (Wigan).

- Individuel :
  - Élu homme du match de la finale de la Super League (Trophy Sunderland) : 2010 (Wigan Warriors).